# پوسته (فیلم)
پوسته فیلمی در ژانر اجتماعی و سورئال به کارگردانی و نویسندگی مصطفی آل‌احمد و تهیه‌کنندگی محمد آفریده و مصطفی آل‌احمد محصول سال ۱۳۸۷ است.

## خلاصه داستان
سعید چهل و شش ساله که در گذشته کایتر بوده‌است و به حبس ابد محکوم گردیده؛ پس از ۱۴ سال زندانی بودن، آزاد می‌شود. اما به محض اینکه از زندان بیرون می‌آید، در موقعیتی قرار می‌گیرد که شواهد می‌تواند او را قاتل جلوه داده و بار دیگر روانه زندان کند.

## بازیگران
| بازیگر         | نقش         | توضیحات            |
| -------------- | ----------- | ------------------ |
| حمید فرخ‌نژاد   | سعید اردشیر | نقش اصلی فیلم      |
| الناز شاکردوست | روجا        | دختر پیرمرد نابینا |
| مریم کاویانی   | ماهی        | زن سعید            |
| حمیدرضا فلاحی  | عزیز آقا    | خلافکار            |
| امیر غفارمنش   | سپهر        | دوست سعید          |
| حسن مؤذنی      |             | راننده عزیز آقا    |

## حواشی
- پوسته نخستین فیلم سینمایی ۳۵ میلیمتری است.[۳]
- فیلم سینمایی پوسته در سال ۱۳۸۷ ساخته شد و بعد از گذشت ۶ سال توانست اکران عمومی شود.[۳]

## جشنواره‌ها
فیلم سینمایی پوسته در در بخش مسابقه فیلم‌های اول و دوم بیست و هفتمین جشنواره فیلم فجر در سال ۱۳۸۷ شرکت کرد.